# ایوان زینوویف

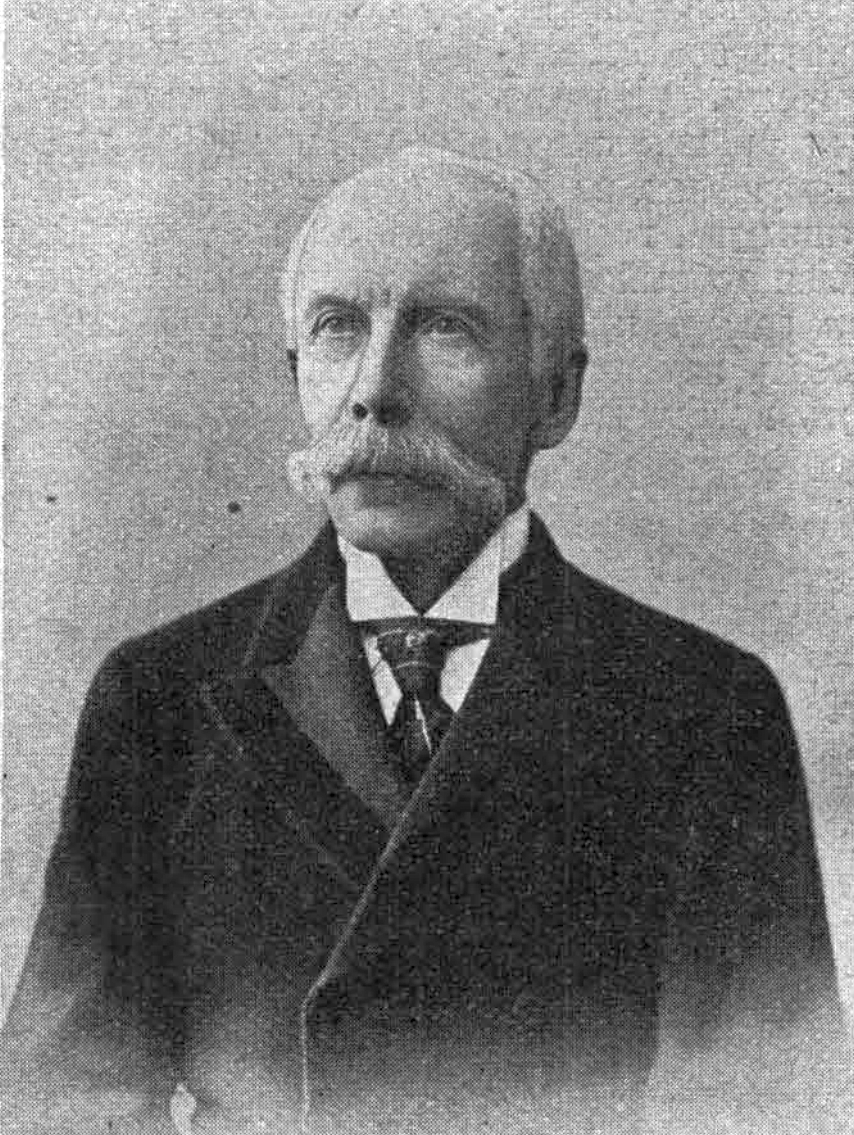
ایوان زینوویف

ایوان الکسیویچ زینوویف (به روسی: Иван Алексеевич Зиновьев)، متولد سال ۱۸۳۵ در مسکو و درگذشته در سال ۱۹۱۷، یک دیپلمات روس بود.
زینوویف در مؤسسه لازارفسکی تحصیل کرد، جایی که پدرش، الکسی زینوویف (متولد ۱۸۰۴ و درگذشته ۱۸۸۴)، به خاطر ترجمه روسی‌اش از "بهشت گم‌شده" جان میلتون شناخته شده است. وی معلم زبان‌های شرقی بود.
زینوویف به وزارت امور خارجه روسیه پیوست و دبیر و نماینده روسیه در استانبول شد. وی نماینده دیپلماتیک روسیه در بخارست، وزیر مختار در ایران (۱۸۷۰) و مدیر دایره آسیایی وزارت امور خارجه (۱۸۸۲) گردید. او در سال ۱۸۹۱ به عنوان نماینده در استکهلم منصوب شد و از ۱۸۹۵ برای مدتی به عنوان دستیار وزیر امور خارجه روسیه خدمت کرد، در سال ۱۸۹۷ از استکهلم فراخوانده شد و از ۱۸۹۸ تا ۱۹۰۹ سفیر روسیه در استانبول بود که با چابکی نماینده سیاست‌های سنتی بالکان روسیه بود. او در سال ۱۹۱۰ به عنوان عضو شورای عالی ایالتی انتخاب شد.